# Pierino da Vinci
Pierino da Vinci (* ca. 1529; † Januar 1553 in Pisa) war ein italienischer Bildhauer des Cinquecento.
Bis 1546/47 lernte Pierino da Vinci, Neffe des Malers und Universalgelehrten Leonardo da Vinci, beim Bildhauer Niccolò Tribolo und wurde dann von Luca Martini, einem Gelehrten und Mitglied der Florentiner Akademie, nach Pisa geholt. Dort verbrachte er den Rest seines kurzen Lebens und schuf trotz seines jungen Alters einige herausragende Arbeiten in Marmor wie beispielsweise einen jungen Flussgott oder eine Gruppe mit Samson und einem Philister. Auch verfertigte er im Auftrag des Großherzogs Cosimo I. de’ Medici die allegorische Figur der „Dovizia“ (Überfluss) auf einer Säule auf dem Marktplatz von Pisa. 1553 starb er an Malaria.